# Opération Trafics
 (avril 2011).
Si vous disposez d'ouvrages ou d'articles de référence ou si vous connaissez des sites web de qualité traitant du thème abordé ici, merci de compléter l'article en donnant les références utiles à sa vérifiabilité et en les liant à la section « Notes et références ».
Opération Trafics (Achtung Zoll!) est une série télévisée franco-allemande en 3 saisons. 
Etrangement, les trois saisons que compte la série n'ont pas été diffusés dans l'ordre de production. En effet, la troisième saison - une production franco-allemande, mais essentiellement française - de six épisodes de 52 minutes est en fait une série dérivée de « Achtung Zoll! ». Elle sera baptisée « Opération Trafics » et diffusée à partir du 10 janvier 1980 sur TF1. Les deux premières saisons - production exclusivement allemande, constituée de 42 épisodes de 25 minutes - seront réservées et diffusées en Allemagne sur ARD Fernsehen du 8 septembre 1980 à juillet 1981. Exclusivité allemande, les deux premières saisons ne seront jamais ni doublées, ni diffusées à la télévision française. 
Elle fut redifusée en octobre 1989 de « Opération Trafics » dans La Une est à vous sur TF1. La série « Achtung Zoll! » - quant à elle - sera éditée puis rediffusée outre-Rhin. La rediffusion germanique - sur la chaîne NDR de mai 1996 à août 2000 - se compose de 12 épisodes dont la teneur est malheureusement inconnue.

## Synopsis
La série met en scène le quotidien d'un inspecteur des douanes qui devra résoudre des affaires très diverses allant du trafic de drogue à celui de tableaux de maîtres.
Elle est réalisée par Christian-Jaque.

## Distribution
- Guy Marchand : l'inspecteur Mathieu
- Gérard Croce : l'inspecteur Marquis (son assistant)
- France Dougnac : Muriel
- Pierre Maguelon : l'inspecteur Vallon
- Geneviève Fontanel : Maud

## Épisodes
1. Procédure exceptionnelle : Premier d'une série de six téléfilms policiers traitant de fraudes et de trafics divers (drogue, alcool, or, objets d'art, devises...) et inspirés d'affaires vraies classées dans les archives du service des douanes. A la douane allemande de Kehl, un trafiquant de cocaïne est arrêté. L'enquête, après avoir situé le laboratoire dans le midi de la France, aboutit à la clinique du docteur Mannheim, en Allemagne dans laquelle les passeurs, qui transportent les sachets de drogue dans un plâtre de jambe, sont « opérés ». Le médecin et ses complices sont arrêtés après l'attaque, mouvementée de la clinique.
2. Drôle de pastis : Roger Chapuis est chauffeur dans une entreprise de livraison de fuel gérée par Maud dont il est amoureux. Il accepte de trafiquer son véhicule pour acheminer du faux pastis fabriqué grâce à de l'alcool volé par Karl Buller, un viticulteur d'Alsace insoupçonnable. Roger, éconduit par Maud révèle le trafic à la police et l'inspection des douanes se saisit de l'affaire.
3. La Bataille de l'or : Le capitaine d'un cargo est abattu dans la boutique de Belotti « or et métaux précieux ».  Belotti, ancien fondeur de lingots d'or est également abattu dans un hôtel de Marseille. L'inspecteur Mathieu qui soupçonne un trafic d'or dans le chargement du cargo poursuit son enquête dans le milieu des fondeurs, malgré le sabotage de sa voiture qui plonge dans un bassin du port. Ses investigations le conduiront jusqu'à Durasse un chimiste de génie qui a réalisé la fusion de l'or et du verre et à Don Caligero, le chef de ce trafic.
4. La Sainte Famille : Les Vasserand sont à l'affût de l'héritage de la cousine Marthe qui a caché un magot en billets provenant d'opérations louches de son défunt mari. Dès son décès, ils font tout pour n'avoir pas à déclarer au fisc les 300 millions de l'opération. Un réseau de passeurs de fonds en Suisse est repéré par l'inspecteur Mathieu et de son équipe qui descend à Lyon pour l'occasion.
5. W... comme Watteau : Dans cet épisode, l'inspecteur Mathieu et son équipe reçoivent le renfort de l'inspecteur Werner, venu d'Allemagne pour constituer un groupe d'intervention douanière. Ceci afin de lutter contre le trafic d'œuvres d'art en Europe. M. Van Lupé, professeur d'histoire de l'art joue le rôle de conseiller du groupe et un ordinateur tout à fait sophistiqué leur indique les « fuites » d'œuvres d'art. En particulier des Watteau.
6. T.I.R : Sur la route d'Anvers à Genève, Raphaël, chauffeur d'un camion T.I.R. a rendez-vous avec un certain Pierre Gaughin. Pierre et Raphaël arrivent chez les frères Mignon, Jules et Léon pour leur livrer du beurre. Il s'agit de beurre soviétique passé en contrebande et étiqueté en Belgique, beurre qui sera revendu par les frères Mignon au prix fort pratiqué dans le Marché commun. Lors d'une autre livraison à Genève, un contrôle de douane a lieu. Après enquête, l'avocat Pierre Gaughin et sa femme, véritables instigateurs de la contrebande, sont reconnus coupables.